# José de Quevedo y Chieza
José Cayetano García de Quevedo y de Chiesa (Cádiz, 6 de septiembre de 1759 - Madrid, 23 de diciembre de 1835) fue un marino español que participó en la batalla de Trafalgar.

## Biografía
Teniente general. Ingresó en la Armada muy joven, embarcando al final de sus estudios en la escuadra de Luis de Córdova. En 1780 participó en la Batalla del Cabo de San Vicente contra la flota del almirante inglés George Brydges Rodney y fue hecho prisionero. Desempeñó destinos en Cádiz y Cartagena y, a bordo de las escuadras de Ventura Moreno y Juan Joaquín Moreno, hallándose en la defensa de la bahía de Cádiz en 1801. 
El 1 de julio de 1805 tomaría el mando del navío de línea San Leandro, participando el 21 de octubre en la flota combinada franco-española en la batalla de Trafalgar. En el transcurso de la batalla sufriría 8 bajas y 22 hombres heridos. Continuaría al mando del navío hasta febrero, que paso a capitanear el Montañés.
El mes de septiembre de 1812 sería nombrado gobernador militar de la plaza de Veracruz, jefe político e intendente de la provincia. Realizó campañas en América, y al ser ascendido a teniente general, fue nombrado capitán general del Departamento Marítimo de Cádiz en 1831.